# Køng Kirke (Vordingborg Kommune)
 For alternative betydninger, se Køng Kirke. (Se også artikler, som begynder med Køng Kirke)
Køng Kirke er sognekirke i Køng Sogn og ligger i landsbyen Køng.

De ældste dele af Køng Kirke, koret og hovedskibet, er opført i slutningen af 1200-årene. Senere i middelalderen er tårnet kommet til, og havde i lighed med mange andre kirker kamtakkede gavle. I forbindelse med etableringen af Køng Fabrik i slutningen af 1700-tallet lod fabrikkens og kirkens ejer, Niels Ryberg, kirken udbygge med de to sideskibe, og fik de kamtakkede gavle erstattet med den kobberklædte overbygning. Kirken blev i 1990'erne restaureret indvendigt og udvendigt.
Kirken kan ses fra mange af de omkringliggende landsbyer, og der er især et godt indblik fra vejen mellem Lundby og Køng. Det gule tårn vækker opmærksomhed og kan bruges som orienteringspunkt. Afgrænsningen af kirkens fjernvirkning udgøres mod syd af flere store vindmøller.